# HC Slavoj Velké Popovice
HC Slavoj Velké Popovice (celým názvem: Hockey Club Slavoj Velké Popovice) je český klub ledního hokeje, který sídlí ve městě Velké Popovice ve Středočeském kraji. Počátky velkopopovického hokeje sahají do roku 1929. V sezóně 1940/41 hrály Velké Popovice nejvyšší ligovou soutěž, kde skončily bez zisku bodu na posledním šestém místě. Od sezóny 2009/10 působí ve Středočeské krajské lize, čtvrté české nejvyšší soutěži ledního hokeje. Klubové barvy jsou zelená a žlutá.
Své domácí zápasy odehrává na zimním stadionu Velké Popovice s kapacitou 900 diváků.

## Přehled ligové účasti
Stručný přehled
Zdroj:
- 1936–1937: Středočeská divize (2. ligová úroveň v Československu)
- 1937–1938: Středočeská I. A třída (2. ligová úroveň v Československu)
- 1938–1939: Středočeská I. B třída – sk. Jih (2. ligová úroveň v Československu)
- 1939–1940: Balounkova I. A třída – sk. B (2. ligová úroveň v Protektorátu Čechy a Morava)
- 1940–1941: Českomoravská liga (1. ligová úroveň v Protektorátu Čechy a Morava)
- 1941–1943: Balounkova I. A třída – sk. Říčany (2. ligová úroveň v Protektorátu Čechy a Morava)
- 1943–1944: Balounkova I. A třída – sk. Říčany (3. ligová úroveň v Protektorátu Čechy a Morava)
- 1945–1946: Divize – sk. Jih (2. ligová úroveň v Československu)
- 1946–1949: Středočeská divize – sk. B (2. ligová úroveň v Československu)
- 1949–1950: Oblastní soutěž – sk. C1 (2. ligová úroveň v Československu)
- 1950–1951: Středočeská I. třída – sk. H (3. ligová úroveň v Československu)
- 1951–1952: Středočeská I. třída – sk. C (2. ligová úroveň v Československu)
- 1952–1953: Středočeská I. B třída – sk. A (3. ligová úroveň v Československu)
- 1969–1973: Divize – sk. D (3. ligová úroveň v Československu)
- 1973–1975: Divize – sk. D (4. ligová úroveň v Československu)
- 1975–1977: Divize – sk. A (4. ligová úroveň v Československu)
- 1992–1993: 2. ČNHL – sk. C (3. ligová úroveň v Československu)
- 1993–1994: Středočeský krajský přebor (4. ligová úroveň v České republice)
- 1994–1995: Krajský přebor – Praha (4. ligová úroveň v České republice)
- 1998–1999: Středočeský krajský přebor (4. ligová úroveň v České republice)
- 2003–2009: Středočeský krajský přebor (4. ligová úroveň v České republice)
- 2009–2017: Středočeská krajská liga (4. ligová úroveň v České republice)
- 2017– : Středočeská krajská liga – sk. Východ (4. ligová úroveň v České republice)

Jednotlivé ročníky
Zdroj:
Legenda: ZČ - základní část, červené podbarvení - sestup, zelené podbarvení - postup, fialové podbarvení - reorganizace, změna skupiny či soutěže
| Československo (1936 – 1938)             |                                       |           |          |                                         |                         |
| Sezóny                                   | Soutěž                                | Úroveň    | ZČ       | Play-off, nadstavba, sk. o udržení...   | Poznámky                |
| 1936/37                                  | Středočeská divize                    | 2. úroveň | 6. místo |                                         | Reorganizace            |
| 1937/38                                  | Středočeská I. A třída                | 2. úroveň | 4. místo |                                         | Reorganizace            |
| 1938/39                                  | Středočeská I. B třída – sk. Jih      | 2. úroveň | 4. místo |                                         | Reorganizace            |
| Protektorát Čechy a Morava (1939 – 1944) |                                       |           |          |                                         |                         |
| Sezóny                                   | Soutěž                                | Úroveň    | ZČ       | Play-off, nadstavba, sk. o udržení...   | Poznámky                |
| 1939/40                                  | Balounkova I. A třída – sk. B         | 2. úroveň | 1. místo | Finále o mistra župy (výhra)            | Postup                  |
| 1940/41                                  | Českomoravská liga                    | 1. úroveň | 6. místo |                                         | Sestup                  |
| 1941/42                                  | Balounkova I. A třída – sk. Říčany    | 2. úroveň | 1. místo | Finále o mistra župy (neodehráno)       |                         |
| 1942/43                                  | Balounkova I. A třída – sk. Říčany    | 2. úroveň | 3. místo |                                         | Reorganizace            |
| 1943/44                                  | Balounkova I. A třída – sk. Říčany    | 3. úroveň | 2. místo |                                         | Reorganizace            |
| Československo (1945 – 1993)             |                                       |           |          |                                         |                         |
| Sezóny                                   | Soutěž                                | Úroveň    | ZČ       | Play-off, nadstavba, sk. o udržení...   | Poznámky                |
| 1945/46                                  | Divize – sk. Jih                      | 2. úroveň | 1. místo | Kvalifikace o 1. ligu, 1. kolo (prohra) | Změna skupiny           |
| 1946/47                                  | Středočeská divize – sk. B            | 2. úroveň | 4. místo |                                         |                         |
| 1947/48                                  | Středočeská divize – sk. B            | 2. úroveň | –. místo |                                         | Soutěž nedohrána        |
| 1948/49                                  | Středočeská divize – sk. B            | 2. úroveň | 4. místo |                                         | Reorganizace            |
| 1949/50                                  | Oblastní soutěž – sk. C1              | 2. úroveň | 6. místo |                                         | Sestup                  |
| 1950/51                                  | Středočeská I. třída – sk. H          | 3. úroveň | 1. místo | Finálová skupina B (1. místo)           | Reorganizace            |
| 1951/52                                  | Středočeská I. třída – sk. C          | 2. úroveň | 5. místo |                                         | Reorganizace            |
| 1952/53                                  | Středočeská I. B třída – sk. A        | 3. úroveň | 4. místo |                                         | Reorganizace            |
| ...                                      |                                       |           |          |                                         |                         |
| 1969/70                                  | Divize – sk. D                        | 3. úroveň | 8. místo |                                         |                         |
| 1970/71                                  | Divize – sk. D                        | 3. úroveň | 6. místo |                                         |                         |
| 1971/72                                  | Divize – sk. D                        | 3. úroveň | 6. místo |                                         |                         |
| 1972/73                                  | Divize – sk. D                        | 3. úroveň | 5. místo |                                         | Reorganizace            |
| 1973/74                                  | Divize – sk. D                        | 4. úroveň | 3. místo |                                         |                         |
| 1974/75                                  | Divize – sk. D                        | 4. úroveň | 2. místo |                                         | Změna skupiny           |
| 1975/76                                  | Divize – sk. A                        | 4. úroveň | 5. místo |                                         |                         |
| 1976/77                                  | Divize – sk. A                        | 4. úroveň | 8. místo |                                         | Reorganizace            |
| ...                                      |                                       |           |          |                                         |                         |
| 1992/93                                  | 2. ČNHL – sk. C                       | 3. úroveň | 8. místo |                                         | Sestup                  |
| Česko (1993 – )                          |                                       |           |          |                                         |                         |
| Sezóny                                   | Soutěž                                | Úroveň    | ZČ       | Play-off, nadstavba, sk. o udržení...   | Poznámky                |
| 1993/94                                  | Středočeský krajský přebor            | 4. úroveň | ?. místo |                                         | Přechod do jiného kraje |
| 1994/95                                  | Krajský přebor – Praha                | 4. úroveň | 3. místo |                                         | Přechod do jiného kraje |
| ...                                      |                                       |           |          |                                         |                         |
| 1998/99                                  | Středočeský krajský přebor            | 4. úroveň | 1. místo |                                         | Baráž                   |
| ...                                      |                                       |           |          |                                         |                         |
| 2003/04                                  | Středočeský krajský přebor            | 4. úroveň | 2. místo |                                         |                         |
| 2004/05                                  | Středočeský krajský přebor            | 4. úroveň | 5. místo |                                         |                         |
| 2005/06                                  | Středočeský krajský přebor            | 4. úroveň | 3. místo |                                         |                         |
| 2006/07                                  | Středočeský krajský přebor            | 4. úroveň | 1. místo | Vítěz                                   | Kvalifikace             |
| 2007/08                                  | Středočeský krajský přebor            | 4. úroveň | 3. místo |                                         |                         |
| 2008/09                                  | Středočeský krajský přebor            | 4. úroveň | 2. místo | Finále                                  | Změna názvu soutěže     |
| 2009/10                                  | Středočeská krajská liga              | 4. úroveň | 4. místo | Čtvrtfinále                             |                         |
| 2010/11                                  | Středočeská krajská liga              | 4. úroveň | 1. místo | Vítěz                                   | Kvalifikace             |
| 2011/12                                  | Středočeská krajská liga              | 4. úroveň | 1. místo | Semifinále                              |                         |
| 2012/13                                  | Středočeská krajská liga              | 4. úroveň | 3. místo | Vítěz                                   | Kvalifikace             |
| 2013/14                                  | Středočeská krajská liga              | 4. úroveň | 5. místo | Semifinále                              |                         |
| 2014/15                                  | Středočeská krajská liga              | 4. úroveň | 2. místo | Vítěz                                   | Kvalifikace             |
| 2015/16                                  | Středočeská krajská liga              | 4. úroveň | 1. místo | Semifinále                              |                         |
| 2016/17                                  | Středočeská krajská liga              | 4. úroveň | 9. místo |                                         | Reorganizace            |
| 2017/18                                  | Středočeská krajská liga – sk. Východ | 4. úroveň | 3. místo | Čtvrtfinále                             |                         |
| 2018/19                                  | Středočeská krajská liga – sk. Východ | 4. úroveň | 4. místo | Čtvrtfinále                             |                         |
| 2019/20                                  | Středočeská krajská liga – sk. Východ | 4. úroveň |          |                                         |                         |
| 2024/25                                  | Středočeská krajská liga – sk. Západ  | 4. úroveň | 2. místo | Vítěz                                   | Kvalifikace             |